# 康納·史密斯
康納·史密斯（英語：Connor Smith；1993年2月18日—）是一位愛爾蘭足球運動員。在場上的位置是中場。他現在效力於英格蘭足球冠軍聯賽球隊沃特福德足球俱樂部。